# シスタン盆地

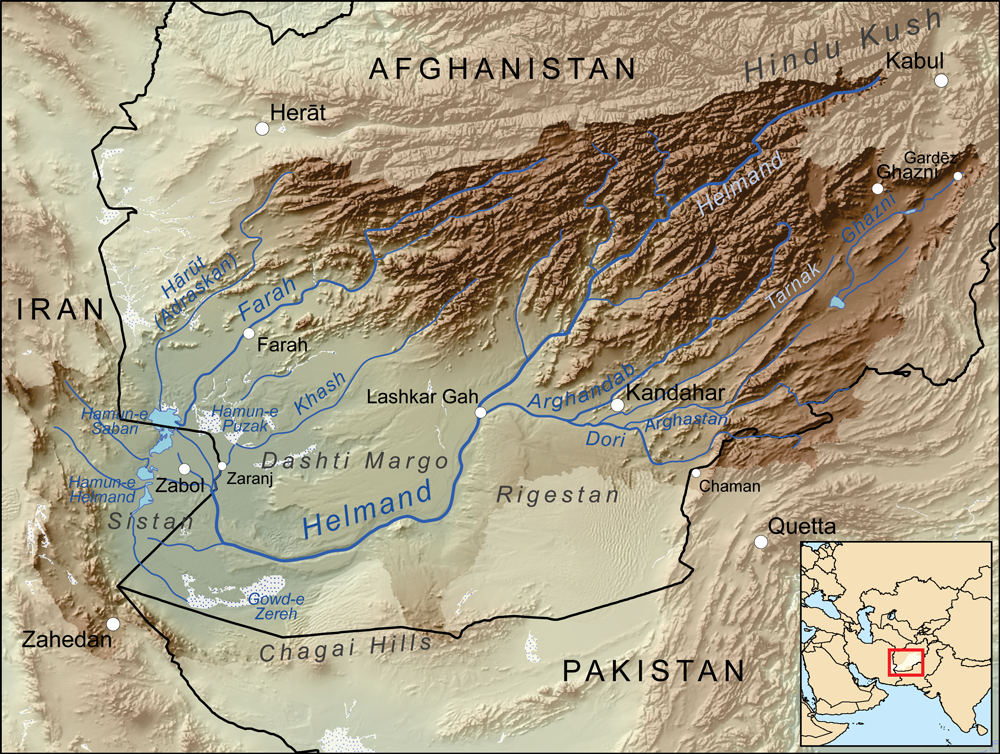
ヘルマンド川などが潤すシスタン盆地の図

シスタン盆地（シスタンぼんち、英語: Sistan Basin）は、その大部分をアフガニスタン南西部、部分的にイラン南東部を占める盆地であり、世界で最も乾燥した地域のひとつで、長期にわたる干ばつにさらされている。シスタンの名称は、以前この地域がシスタン（Sistan）またはサカスタン（Sakastan＝サカ族の地域）と呼ばれたことに由来する。
この地域の水流は、アフガニスタンの高地から淡水湖や沼地を経由して流れ、最終目的地であるアフガニスタンの塩水であるゴッザレー低地（Godzareh depression）のハームーン湖に流れ、これは広大なシスタン盆地の一部になっている。ヘルマンド川はこの盆地最大の川で、その水は主にヒンドゥークシュ山脈の雪解けによって供給される。
カジェー山（Mount Khajeh）は玄武岩の丘で、この盆地の湖や沼の横にそびえ立っている。

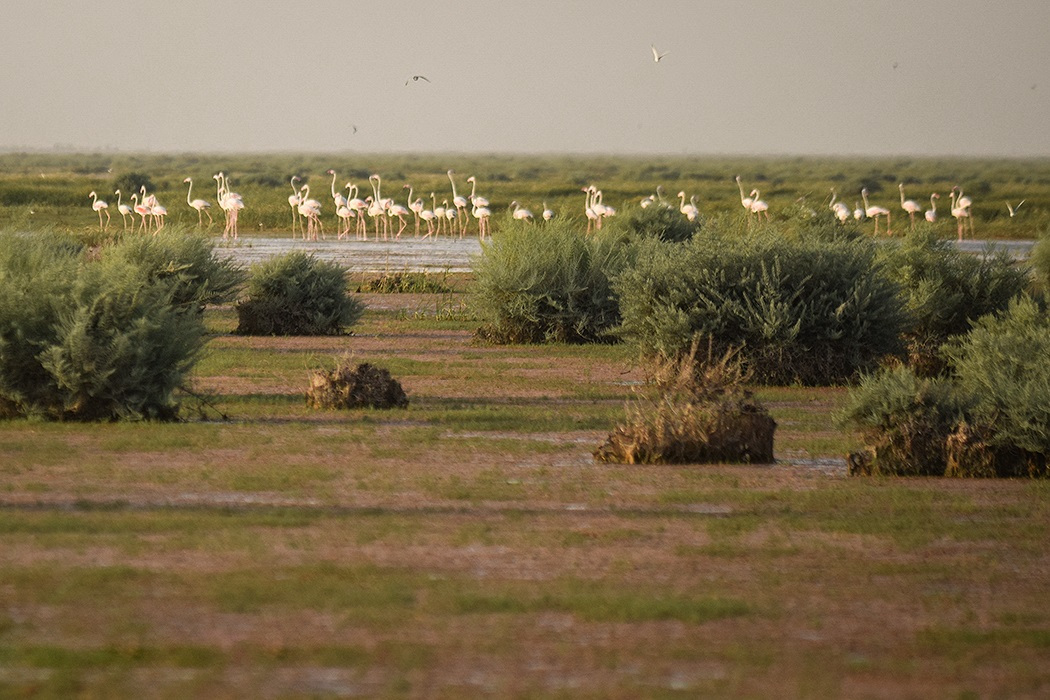
ハームーン湿地（湖）
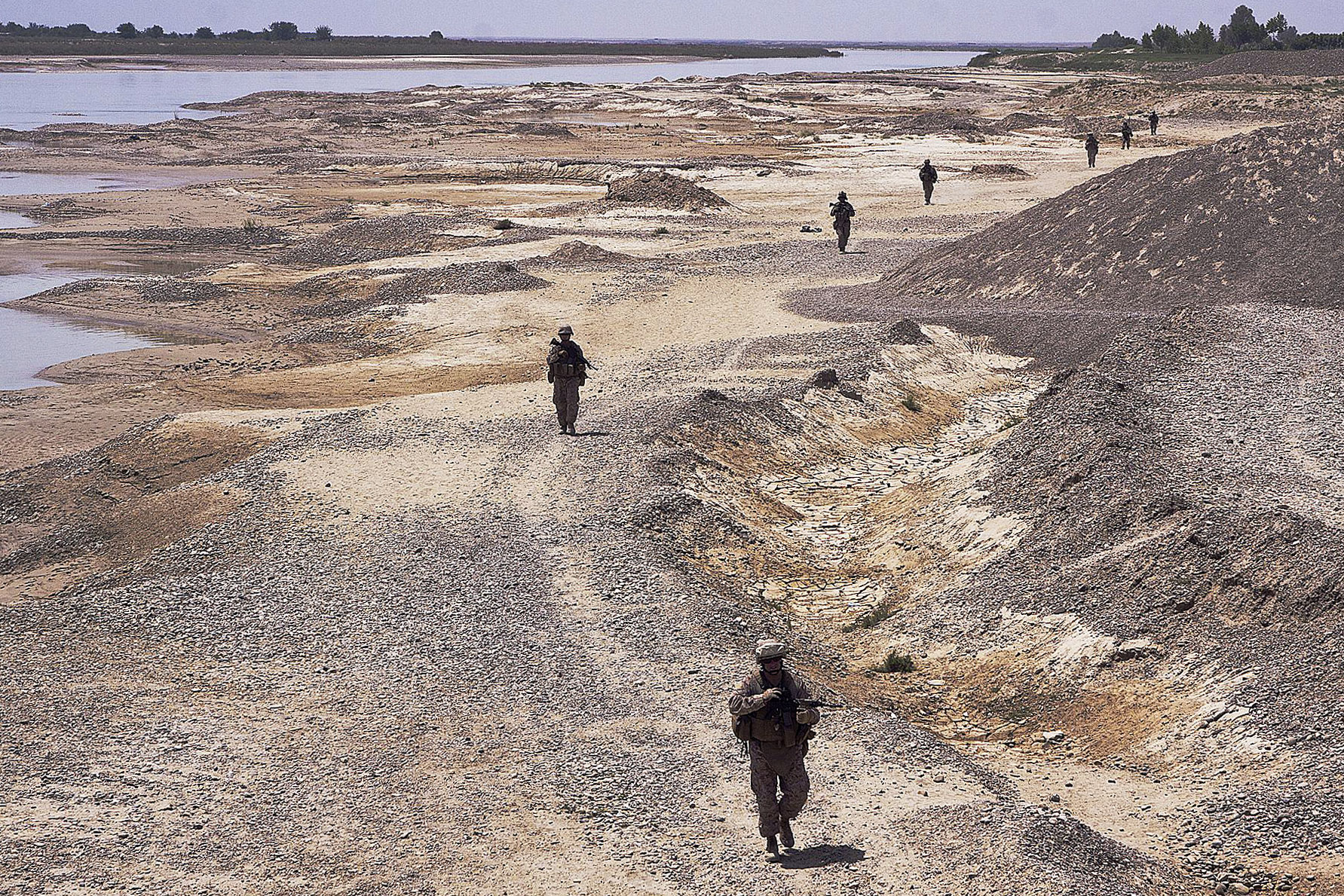
米国海兵隊員がヘルマンド川縁をパトロール
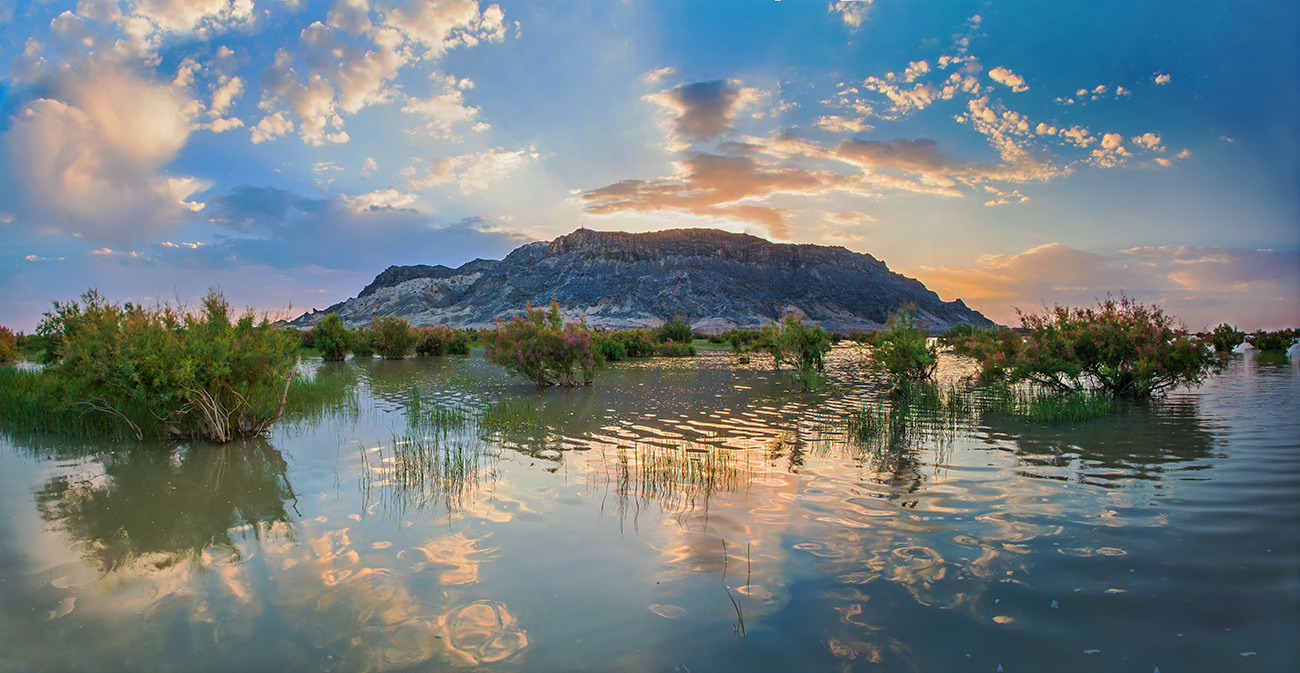
ハームーン湖から見たカジェー山の眺め

## 参照項目
- スィースターン・バルーチェスターン州 - 隣接するアフガニスタンの州
- ニームルーズ州
- ハームーン湖